# Zabelstein
Der Zabelstein ist ein 480 m ü. NHN hoher Berg im Steigerwald. Er liegt im südlichen Teil des Landkreises Schweinfurt in Unterfranken.

## Geographische Lage
Der Berg bildet die markante Nordwestspitze und die Grenze des Steigerwalds zum Maintal. Er liegt 20 km südöstlich der Schweinfurter Innenstadt auf Sichtweite, im gemeindefreien Gebiet Hundelshausen des Landkreises Schweinfurt. An seinem Fuß befinden sich die Ortschaften Donnersdorf, Traustadt, Wohnau (Gemeinde Knetzgau), Hundelshausen und Altmannsdorf (Gemeinde Michelau im Steigerwald).

## Sehenswürdigkeiten

### Sendeanlage
Auf dem höchsten Punkt des Zabelsteins befindet sich eine Sendeanlage mit einem 61 Meter hohen Antennenträger, die früher von den amerikanischen Streitkräften genutzt wurde. Gegenwärtig nutzt sie der Katastrophenschutz.

### Burg Zabelstein
Am nördlichen Ende des Bergrückens befinden sich die Ruine der ehemaligen Burg Zabelstein und einige Überreste einer Siedlung. Die Burg Zabelstein galt einst als die sicherste und mächtigste Festung im Bistum Würzburg, neben dem Bischofssitz auf der Festung Marienburg in Würzburg. Heute zeugen nur noch Reste von der einst so mächtigen Veste. Von der einstigen Vorburg trat man einst in die Hauptburg über einen Halsgraben ein, welcher gesichert war von zwei Rundtürmen.
Die ältesten Teile der Burg reichen ins frühe 12. Jahrhundert zurück. 1136 wurde sie erstmals als eine Anlage des 1298 in der männlichen Linie ausgestorbenen Geschlechts derer von Zabelstein erwähnt.
Eine freigelegte Ringmauer aus dem zwölften Jahrhundert belegt, dass auf dem Zabelstein schon damals eine Burg in Stein stand, für diese Zeit etwas Außergewöhnliches. Diese frühe Burganlage wurde Zug um Zug nach außen vergrößert. Deutlich zu sehen ist an der Südseite jetzt wieder das Widerlager einer Zugbrücke als Bestandteil einer hölzernen Brücke, die einst Vor- und Hauptburg miteinander verband.
1303 gelangte jedenfalls das gesamte Areal in den Besitz des Hochstifts Würzburg. Das baute die Burg in der Folge zu einer der stärksten Wehranlagen des Bistums aus und nutzte sie zeitweilig als sicheren Verwahrungsort für ihr Archiv und ihren Kirchenschatz, später auch als Inhaftierungsort. Das Bistum setzte zur Verwaltung Amtmänner ein. So findet sich Mitte des 14. Jahrhunderts ein Dietrich Lamprecht, der mit Felicitas „Vele“ verheiratet war, die wohl zum benachbarten Geschlecht derer von Scherenberg gehörte, und gegen Ende des 14. Jahrhunderts ein Johannes von Witzleben in dieser Rolle.
Als eine der ersten Burgen in Bayern wurde diese auf dem 489 Meter hohen Zabelstein für die Artillerieverteidigung umgerüstet. Rechnungen zufolge wurden so im Jahr 1410 elf Hakenbüchsen, vier Armbrüste sowie Schießpulver geliefert.
Der große Rundturm am Halsgraben im Südwesten war mit Sicherheit Bestandteil dieser Artilleriebefestigung. Um 1430 wurde die Burg aus Angst vor Hussiten-Einfällen nochmals verstärkt. In dieser Zeit nahm die Burg ihre heutige Konzeption und Größe an.
In ihrer gesamten Geschichte wurde die Burg nie nach feindlichen Kampfhandlungen eingenommen und völlig zerstört, auch nicht im Bauernkrieg 1525. Damals übergaben sie die Herren kampflos. Dennoch wurde die Burg in jener Zeit stark beschädigt. Die Würzburger Bischöfe ließen sie wohl wegen der überragenden Bedeutung in der Rechtsprechung und aufgrund ihrer wichtigen strategischen Lage aber nicht weiter verfallen.

### Aussichtsturm
Ein erster Aussichtsturm stand auf dem Zabelstein von 1956 bis 1976. Er war vom Steigerwaldklub Gerolzhofen errichtet worden und 15 Meter hoch. Dieser wurde 1978 vom Landkreis Schweinfurt durch einen Nachfolgebau ersetzt, der bis 1999 stand und noch im selben Jahr für 200.000 DM von einem Aussichtsturm aus Lärchenholz abgelöst wurde. Dieser stand auf 475 m ü. NN und hatte eine Höhe von 18,84 m. Durch seine exponierte Lage bot er freie Sicht über das Steigerwaldvorland ins Schweinfurter Becken. Bei schönem Wetter konnte man 60 Kilometer weit bis in die Rhön schauen. Beschriftete Panoramafotografien informierten die Besucher über die sichtbaren Geländepunkte. Nachdem eine Prüfung im Jahr 2017 zu dem Ergebnis kam, dass der Turm nicht mehr verkehrstauglich ist, wurde er aus Sicherheitsgründen gesperrt. Da man eine Sanierung nicht als sinnvoll betrachtete, wurden Möglichkeiten eines Neubaus erwogen. Im August 2019 wurde der bisherige Turm vom THW im Rahmen einer Übung abgebaut. Ende 2020 wurde ein Neubau mit einer Gesamthöhe von ca. 19,50 m errichtet.

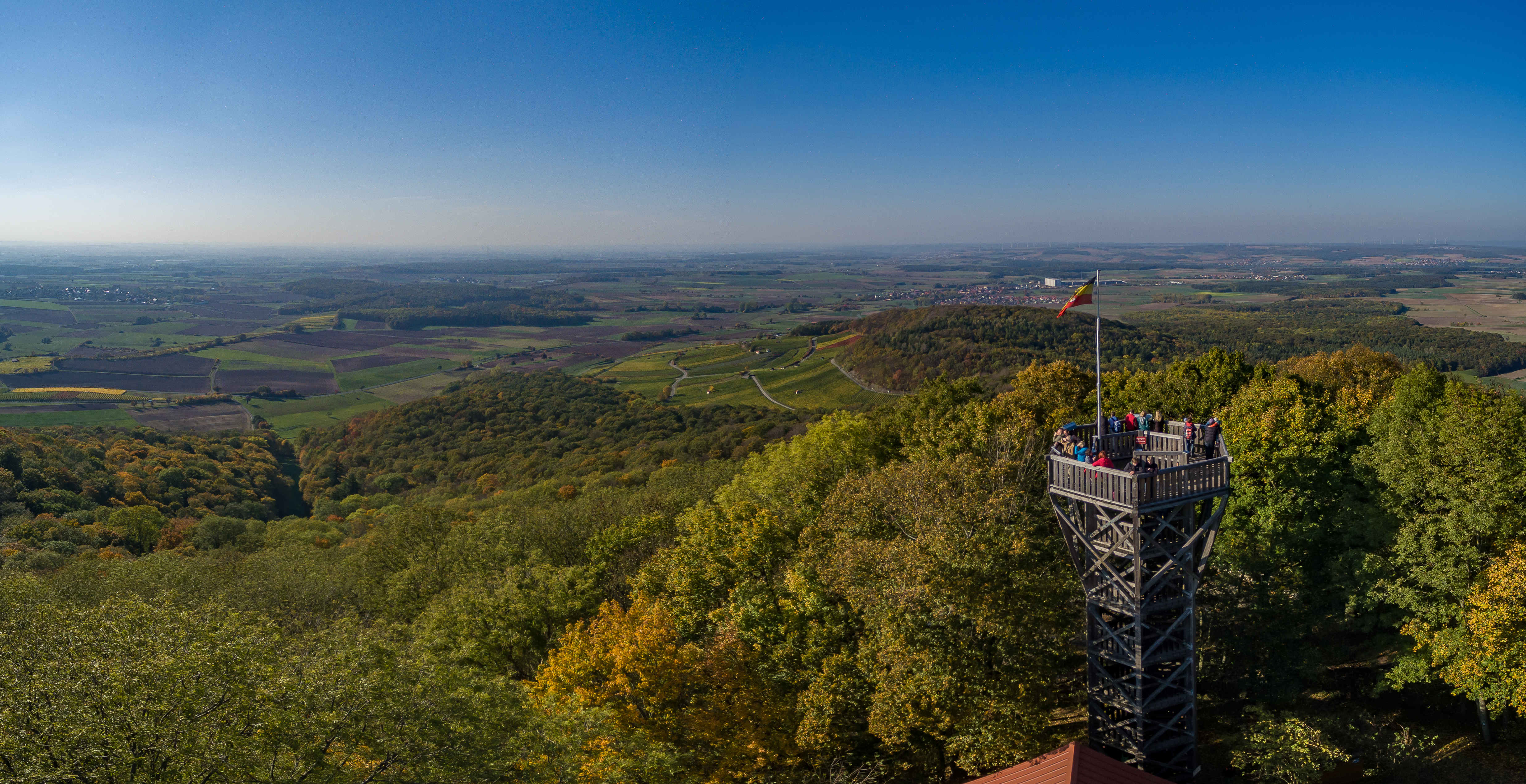
Blick vom alten Aussichtsturm in das Schweinfurter Becken

### Lingmann-Haus
Neben dem Aussichtsturm befindet sich seit 2008 das Lingmann-Haus, das vom Steigerwaldklub Gerolzhofen in Kooperation mit dem Staatsforst erbaut wurde und vom Steigerwaldklub verwaltet wird.
Das Haus ist eine beliebte Unterkunftshütte für Wanderer. Das zuvor an gleicher Stelle stehende alte Haus wurde abgetragen. Der Name Lingmann-Haus geht auf den Leiter des Forstamtes in Hundelshausen, August Lingmann, zurück der Anfang der 1930er Jahre den Bau einer Schutzhütte am Zabelstein veranlasst hatte.
Um der Unsitte des Einschnitzens von Namen und sonstigen Texten an der Holzhütte und am Aussichtsturm entgegenzuwirken, war bereits an der alten und ist an der neuen Hütte zu lesen:
„Es ist doch völlig Schnuppe ob hier zu lesen ist, dass Du mit Deiner Puppe schon hiergewesen bist“.

### Biotoplehrpfad Zabelstein
Auf einem Rundweg von 2 km Länge erfährt man an 12 Stationen Wissenswertes über die Bedeutung von abgestorbenem Holz für die Artenvielfalt im Wald und das Naturschutzkonzept des Forstbetriebs Ebrach.

## Naturschutz
Der Zabelstein liegt ausschließlich im Naturraum Steigerwald, welcher mit wenigen Ausnahmen deckungsgleich mit dem Naturpark Steigerwald ist. Das Gebiet liegt vollständig im FFH-Gebiet „Buchenwälder und Wiesentäler des Nordsteigerwalds“ sowie im  „Vogelschutzgebiet Oberer Steigerwald“.